# Minet - une émission sur les minorités

minet est une émission TV en allemand d’une durée de 30 minutes sur les fréquences locales de la RAI (Radio Televisione Italiana).
La recherche et l’accompagnement scientifiques pour les différents reportages sont garantis par l’Académie Européenne (EURAC) de Bolzano/Bozen. Minet est soutenu par la Région Autonome Trentino-Alto Adige et par la Province Autonome de Bolzano.

## Contenu
minet se constitue en tant que réseau des minorités dans son acceptation plus vaste à un niveau européen et mondial.

## Structure du programme
minet, conduit par Christina Khuen, se compose de différents services télévisés qui traitent des thématiques relatives aux minorités. La section newsline, présente dans chaque émission, transmet des informations en ce qui concerne la législation et les réseaux dans le secteur des minorités. Ultérieures rubriques traitent des thèmes tels que langue ou travaux et vocations, toujours en relation avec les thématiques inhérentes au programme. En outre, chaque émission présente un entretien en studio dans lequel sont traités des sujets d’intérêt. 

## Communauté virtuelle
Depuis décembre 2009 minet est présent sur Internet, permettant de visionner et commenter environ 20 services télévisés de différentes émissions.